# Arrest Wormerveerse brandstichting
Het arrest Wormerveerse brandstichting (HR 2 oktober 1934, NJ 1934, p. 1673) is een uitspraak van de Nederlandse Hoge Raad die betrekking heeft op mededaderschap en medeplichtigheid bij het plegen van een strafbaar feit.

## Casus
Twee personen stichten brand in een schuurtje in Wormerveer. Een persoon klimt op een ladder naar de hooizolder om het hooi aan te steken met een bosje stro, dat wordt aangereikt door de ander, die de ladder vasthoudt. Beiden worden vervolgd wegens brandstichting. Degene die de ladder vasthield stelt als verweer dat hij "slechts" medeplichtig is geweest.

## Rechtsvraag
Mededaderschap of (slechts) medeplichtigheid? (Beide personen worden als mededader aangemerkt.)

## Procesgang
De Hoge Raad oordeelde: 

Het Hof heeft uit de verklaringen van de verdachten kunnen afleiden, dat de brandstichting tezamen en in vereniging was gepleegd. Zij hebben immers samen de afspraak gemaakt de schuur in brand te steken en zij hebben zo volledig en nauw samengewerkt dat het min of meer toevallig was wie de brandende lucifer bij het stro hield. De handelingen van de verdachte dragen niet het karakter van hulpverlening, maar van het tezamen en in vereniging voltooien van brandstichting.

## Relevantie
Dit arrest is een klassieker wat betreft daderschap en deelneming. De opvatting, dat voor mededaderschap een eigen (door de medepleger verrichte) uitvoeringshandeling vereist is, werd in dit arrest door de Hoge Raad verlaten: de samenwerking kan zo volledig en nauw zijn dat het min of meer toevallig is wie daadwerkelijk de uitvoeringshandeling verricht.